# Oscar Ruggeri
Oscar Alfredo Ruggeri (Rosario, 26 de enero de 1962) es un exfutbolista, exentrenador y comentarista argentino. Jugó de defensa central. Actualmente forma parte del equipo periodístico de los programas ESPN F90 y ESPN Equipo F.
En su carrera como futbolista jugó en clubes como Boca Juniors, River Plate, Vélez Sarsfield, San Lorenzo, Real Madrid y América de México. Fue elegido Futbolista del año en Sudamérica en 1991.
Con la Selección Argentina obtuvo una Copa Mundial de Fútbol (1986), dos Copas América (1991 y 1993) y una Copa FIFA Confederaciones (1992). Fue, además, subcampeón de la Copa Mundial de Fútbol de 1990. Con River Plate obtuvo una Copa Libertadores (1986), una Copa Intercontinental (1986) y una Copa Interamericana (1987). Con el club América ganó una Copa de Campeones de la Concacaf (1992).
Como director técnico, comenzó su carrera en 1998 dirigiendo a San Lorenzo, realizando algunas buenas campañas. Se retiró en 2006, luego de un segundo infructífero paso por el mismo club. En 2006, regresó a San Lorenzo, y sufrió derrotas importantes, como por ejemplo un 0-5 vs River Plate en el "Monumental" y un 1-7 vs Boca Juniors en el "Nuevo Gasómetro". Se retiró ese mismo año de la dirección técnica.

## Trayectoria

### Clubes

#### Primeros años en Boca Juniors (1980-1984)
Nació en Rosario, Provincia de Santa Fe, y a muy corta edad se mudó con su familia a Corral de Bustos, en la provincia de Córdoba, donde comenzó la práctica del fútbol en el club Corralense. De adolescente fue llevado a Buenos Aires por los representantes locales y allí se incorporó a las divisiones inferiores de Boca Juniors.
El 8 de junio de 1980 debutó en Primera División en un partido frente a Newell's Old Boys, que su equipo ganó por 3-0. Un mes después, el 9 de julio de 1980, convirtió su primer gol, que le dio la victoria a Boca frente a Colón. En Boca jugó 147 partidos y marcó 11 goles entre 1980 y 1984, logró el Torneo Metropolitano de 1981 en el recordado equipo dirigido por Silvio Marzolini, junto a Diego Maradona y Miguel Ángel Brindisi. En 1983 debutó con la selección argentina en un encuentro frente a Chile, bajo la conducción técnica de Carlos Salvador Bilardo.
Jugó toda su carrera como defensa central, puesto en el cual se afianzó en las inferiores xeneizes y por el que fue ascendido al primer equipo. No obstante, marcó goles en todas las temporadas que disputó en su carrera de 18 años.

#### River Plate (1985-1988)
Tras la huelga de jugadores profesionales de principios de 1985, Ruggeri logró que Boca le diera el pase libre y él optó por emigrar, junto a Ricardo Gareca, al máximo rival, River Plate. Este hecho, desencadenó varias polémicas. En River participó en 112 partidos oficiales y marcó 6 goles. Consiguió el Campeonato de Primera División 1985-86, la Copa Libertadores 1986 y la Copa Intercontinental 1986, los tres con Héctor Rodolfo Veira como entrenador, y la Copa Interamericana 1987, con Carlos Griguol.

#### Logroñés y Real Madrid (1988-1990)
A mediados de 1988 dejó River Plate y emigró al equipo español del Logroñés, en donde cumplió una destacada labor en los 34 partidos que disputó en el transcurso de la liga. En el verano europeo lo contrató el Real Madrid y allí logró el título 1989-90, tras disputar 35 partidos y marcar dos goles.

#### Su paso por Vélez Sarsfield, Ancona y América (1990-1993)
Tras el título conseguido con el equipo de la capital española en 1990 decidió regresar a su país para jugar en Vélez Sarsfield, club en el que disputó 65 partidos durante dos temporadas y logró 5 goles. Ese mismo año perdió la final del Mundial 1990 frente a Alemania, en donde Ruggeri jugó lesionado la mayor parte del torneo y con una operación en la rodilla programada para la finalización de la disputa.
En el segundo semestre de 1992 fue transferido al club italiano Ancona, en donde solo disputó 9 partidos y logró un gol. En el partido Ancona-Fiorentina, Ruggeri neutralizó al goleador de la escuadra violeta, Gabriel Batistuta, quien en esa época se consolidaba como artillero del equipo. Pese a haber alcanzado su objetivo de neutralizar al goleador, el Ancona terminó perdiendo por 7-0, lo que provocó un altercado con su entrenador que terminó desembocando en su salida del club. Tras este episodio, ese mismo año firmó contrato con el América de México, donde jugó 28 partidos, marcó 4 goles y logró la Copa de Campeones de la Concacaf 1992. Allí se reencontró con el delantero mexicano Hugo Sánchez Márquez, con quien había logrado un título jugando en Real Madrid.

#### Últimos años en San Lorenzo y Lanús (1994-1997)
En 1994, al regresar a su país pasó a jugar en San Lorenzo. Allí disputó 121 partidos en siete torneos y marcó 14 goles; en 1995 salió campeón del Torneo Clausura y cortó una sequía en el club de 21 años sin títulos de Primera División. Después de un conflicto con la dirigencia decidió abandonar el club y fichar por Lanús, donde participó en 19 partidos marcando 4 goles y consiguiendo el subcampeonato de la Copa Conmebol, en cuya disputa se vio involucrado en un episodio de violencia por la derrota de su equipo a manos del Atlético Mineiro y decidió su retiro del fútbol profesional. En su último partido, disputado el 7 de diciembre de 1997, donde su equipo venció al Club Estudiantes de La Plata por 3-0, hizo un gol de penal a los 10 minutos del primer tiempo y fue reemplazado; ese fue el único penal que pateó en su carrera y la última pelota que tocó como jugador profesional.

## Clubes

### Como jugador
| Club                   | País      | Año       |
| ---------------------- | --------- | --------- |
| Boca Juniors           | Argentina | 1980-1984 |
| River Plate            | Argentina | 1985-1988 |
| Logroñés               | España    | 1988-1989 |
| Real Madrid            | España    | 1989-1990 |
| Vélez Sarsfield        | Argentina | 1990-1992 |
| Ancona FC              | Italia    | 1992      |
| América                | México    | 1993      |
| San Lorenzo de Almagro | Argentina | 1994-1997 |
| Lanús                  | Argentina | 1997      |

### Como entrenador
| Club                   | País      | Año       |
| ---------------------- | --------- | --------- |
| San Lorenzo de Almagro | Argentina | 1998-2001 |
| Chivas de Guadalajara  | México    | 2001-2002 |
| Tecos FC               | México    | 2003      |
| Independiente          | Argentina | 2003      |
| Elche CF               | España    | 2003-2004 |
| Club América           | México    | 2004      |
| San Lorenzo de Almagro | Argentina | 2006      |

## Selección nacional
Ha sido internacional con la selección de fútbol de Argentina, debutando en 1983 bajo la dirección técnica de Carlos Salvador Bilardo.

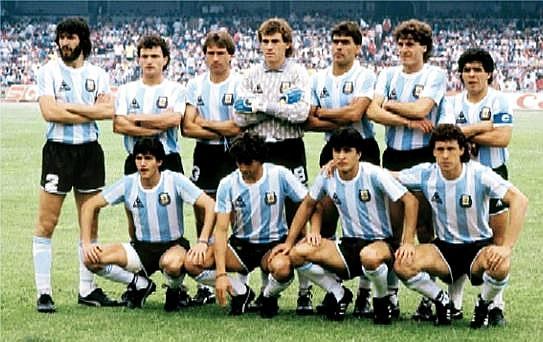
Ruggeri (al lado de Diego Maradona) fue titular en todos los partidos que disputò la selección de Argentina en la Copa Mundial de Fútbol de 1986.

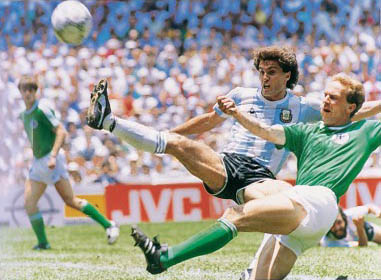
Ruggeri lucha por el balón ante Karl-Heinz Rummenigge en la final de la Copa Mundial de Fútbol de 1986.

En 1986, un año de consagración para el defensor, logró su máximo hito deportivo al conquistar la Copa Mundial de la FIFA en México. Ese mismo año, siendo jugador de River Plate, se coronó campeón de la Primera División de Argentina, la Copa Libertadores y la Copa Intercontinental. En la Copa Mundial de la FIFA, marcó un gol de cabeza en el partido inaugural frente a Corea del Sur, que terminó 3-1 a favor del seleccionado argentino. Con estas cifras, Ruggeri igualó el récord del brasileño Pelé al obtener en una misma temporada la liga local, la copa continental, la intercontinental y el mundial.
En 1991, Ruggeri lideró a la selección argentina como capitán en la obtención de la Copa América disputada en Chile, rompiendo una sequía de 32 años sin títulos en dicho certamen. Ese mismo año, recibió el premio Rey del Fútbol de América otorgado por el diario El País y fue incluido en el Equipo Ideal de América, distinción que ya había recibido en 1986. La Asociación de Periodistas Deportivos Argentinos le otorgó el Olimpia de Plata en la categoría fútbol y el Olimpia de Oro como deportista más destacado del año. Bajo su capitanía, Argentina mantuvo una racha invicta de 33 partidos durante casi cuatro años calendario.
En octubre de 1992, lideró al equipo argentino que se consagró campeón de la Copa Rey Fahd, precursora de la actual Copa FIFA Confederaciones. En 1993, volvió a levantar la Copa América en Ecuador tras vencer 2-1 a México en la final.
En total, Ruggeri disputó 97 encuentros con la selección argentina, estableciendo un récord de presencias que fue superado más tarde por Diego Simeone y Javier Zanetti.

### Participaciones en Copas del Mundo
| Mundial              | Sede           | Resultado        | PJ | Goles |
| -------------------- | -------------- | ---------------- | -- | ----- |
| Copa Mundial de 1986 | México         | Campeón          | 7  | 1     |
| Copa Mundial de 1990 | Italia         | Subcampeón       | 5  | 0     |
| Copa Mundial de 1994 | Estados Unidos | Octavos de final | 4  | 0     |

### Participaciones en Copa Confederaciones
| Copa                      | Sede           | Resultado | PJ | G |
| ------------------------- | -------------- | --------- | -- | - |
| Copa Confederaciones 1992 | Arabia Saudita | Campeón   | 2  | 0 |

### Participaciones en Copa América
| Copa América      | Sede      | Resultado    | PJ | G |
| ----------------- | --------- | ------------ | -- | - |
| Copa América 1987 | Argentina | Cuarto lugar | 4  | 0 |
| Copa América 1989 | Brasil    | Tercer lugar | 5  | 0 |
| Copa América 1991 | Chile     | Campeón      | 6  | 0 |
| Copa América 1993 | Ecuador   | Campeón      | 6  | 1 |

### Participaciones en Eliminatorias
| Eliminatorias     | Resultado   | Partidos | Goles |
| ----------------- | ----------- | -------- | ----- |
| Eliminatoria 1986 | Clasificado | 1        | 0     |
| Eliminatoria 1994 | Clasificado | 6        | 0     |

## Estadísticas

### Como jugador

#### Clubes
| Boca Juniors Argentina | 1.ª                 | 1980                | 22  | 2  | — | — | —  | — | 22  | 2  |
| Boca Juniors Argentina | 1.ª                 | 1981                | 31  | 3  | — | — | —  | — | 31  | 3  |
| Boca Juniors Argentina | 1.ª                 | 1982                | 38  | 4  | — | — | 4  | 0 | 42  | 4  |
| Boca Juniors Argentina | 1.ª                 | 1983                | 24  | 1  | — | — | —  | — | 24  | 1  |
| Boca Juniors Argentina | 1.ª                 | 1984                | 28  | 1  | — | — | —  | — | 28  | 1  |
| Boca Juniors Argentina | Total club          | Total club          | 143 | 11 | 0 | 0 | 4  | 0 | 147 | 11 |
| River Plate Argentina | 1.ª                 | 1985                | 13  | 1  | — | — | —  | — | 13  | 1  |
| River Plate Argentina | 1.ª                 | 1985-86             | 35  | 1  | — | — | —  | — | 35  | 1  |
| River Plate Argentina | 1.ª                 | 1986-87             | 18  | 1  | — | — | 17 | 0 | 35  | 1  |
| River Plate Argentina | 1.ª                 | 1987-88             | 28  | 2  | — | — | 3  | 1 | 31  | 3  |
| River Plate Argentina | Total club          | Total club          | 94  | 5  | 0 | 0 | 20 | 1 | 114 | 6  |
| CD Logroñés · España | 1.ª                 | 1988-89             | 34  | 1  | - | - | —  | — | 34  | 1  |
| Real Madrid · España | 1.ª                 | 1989-90             | 31  | 2  | 5 | 1 | 3  | 0 | 39  | 3  |
| Vélez Sarsfield Argentina | 1.ª                 | 1990-91             | 31  | 1  | — | — | —  | — | 31  | 1  |
| Vélez Sarsfield Argentina | 1.ª                 | 1991-92             | 34  | 4  | — | — | —  | — | 34  | 4  |
| Vélez Sarsfield Argentina | Total club          | Total club          | 65  | 5  | 0 | 0 | 0  | 0 | 65  | 5  |
| Ancona Calcio · Italia | 1.ª                 | 1992                | 7   | 1  | 2 | 0 | —  | — | 9   | 1  |
| Club América · México | 1.ª                 | 1993                | ?   | 3  | — | — | —  | — | ?   | 3  |
| Club América · México | 1.ª                 | 1993                | ?   | 1  | — | — | 1  | 0 | ?   | 1  |
| Club América · México | Total club          | Total club          | 27  | 4  | 0 | 0 | 1  | 0 | 28  | 4  |
| San Lorenzo Argentina | 1.ª                 | 1994                | 13  | 1  | — | — | —  | — | 13  | 1  |
| San Lorenzo Argentina | 1.ª                 | 1994-95             | 36  | 2  | — | — | —  | — | 36  | 2  |
| San Lorenzo Argentina | 1.ª                 | 1995-96             | 29  | 3  | — | — | 10 | 3 | 39  | 6  |
| San Lorenzo Argentina | 1.ª                 | 1996-97             | 33  | 5  | — | — | —  | — | 33  | 5  |
| San Lorenzo Argentina | Total club          | Total club          | 111 | 11 | 0 | 0 | 10 | 3 | 121 | 14 |
| CA Lanús Argentina | 1.ª                 | 1997                | 13  | 2  | — | — | 6  | 2 | 19  | 4  |
| Total en su carrera | Total en su carrera | Total en su carrera | 525 | 42 | 3 | 0 | 42 | 6 | 569 | 48 |
| (1) La copa nacional se refiere a la Copa del Rey (1989-90); Copa de Italia (1992-93). (2) La copa internacional se refiere a la Copa Libertadores (1982, 1986, 1987, 1996); Copa Intercontinental (1986), Copa Interamericana (1987), Liga de Campeones de la UEFA (1989-90), Copa de Campeones de la Concacaf 1992-93 y Copa Conmebol (1997). |                     |                     |     |    |   |   |    |   |     |    |

#### Selección
| Selección          | Año   | Amistosos | Amistosos | Eliminatorias | Eliminatorias | Copa América | Copa América | Copa Confederaciones | Copa Confederaciones | Mundial | Mundial | Total | Total |
| Selección          | Año   | PJ        | G         | PJ            | G             | PJ           | G            | PJ                   | G                    | PJ      | G       | PJ    | G     |
| ------------------ | ----- | --------- | --------- | ------------- | ------------- | ------------ | ------------ | -------------------- | -------------------- | ------- | ------- | ----- | ----- |
| Absoluta Argentina |       |           |           |               |               |              |              |                      |                      |         |         |       |       |
| 1983               | 4     | 0         | -         | -             | -             | -            | -            | -                    | -                    | -       | 4       | 0     |       |
| 1984               | 5     | 1         | -         | -             | -             | -            | -            | -                    | -                    | -       | 5       | 1     |       |
| 1985               | 6     | 1         | 1         | 0             | -             | -            | -            | -                    | -                    | -       | 7       | 1     |       |
| 1986               | 3     | 0         | -         | -             | -             | -            | -            | -                    | 7                    | 1       | 10      | 1     |       |
| 1987               | 3     | 0         | -         | -             | 4             | 0            | -            | -                    | -                    | -       | 7       | 0     |       |
| 1988               | 7     | 1         | -         | -             | -             | -            | -            | -                    | -                    | -       | 7       | 1     |       |
| 1989               | 2     | 0         | -         | -             | 5             | 0            | -            | -                    | -                    | -       | 7       | 0     |       |
| 1990               | 5     | 0         | -         | -             | -             | -            | -            | -                    | 5                    | 0       | 10      | 0     |       |
| 1991               | 7     | 1         | -         | -             | 6             | 0            | -            | -                    | -                    | -       | 13      | 1     |       |
| 1992               | 4     | 0         | -         | -             | -             | -            | 2            | 0                    | -                    | -       | 6       | 0     |       |
| 1993               | 2     | 0         | 6         | 0             | 6             | 1            | -            | -                    | -                    | -       | 14      | 1     |       |
| 1994               | 5     | 1         | -         | -             | -             | -            | -            | -                    | 4                    | 0       | 9       | 1     |       |
| Total              | Total | 53        | 5         | 7             | 0             | 21           | 1            | 2                    | 0                    | 16      | 1       | 97    | 7     |

### Como entrenador
| Equipo                  | Div.                 | Torneo                 | Estadísticas | Estadísticas | Estadísticas | Estadísticas | Estadísticas | Estadísticas | Estadísticas | Estadísticas |
| Equipo                  | Div.                 | Torneo                 | PJ           | G            | E            | P            | GF           | GC           | DG           | Efectividad  |
| ----------------------- | -------------------- | ---------------------- | ------------ | ------------ | ------------ | ------------ | ------------ | ------------ | ------------ | ------------ |
| San Lorenzo Argentina   | 1.ª                  | Apertura 1998          | 2            | 0            | 1            | 1            | 4            | 5            | -1           | 16.67%       |
| San Lorenzo Argentina   | 1.ª                  | Clausura 1999          | 19           | 10           | 6            | 3            | 33           | 19           | +14          | 63.16%       |
| San Lorenzo Argentina   | 1.ª                  | Apertura 1999          | 19           | 10           | 6            | 3            | 30           | 15           | +15          | 57.89%       |
| San Lorenzo Argentina   | 1.ª                  | Copa Mercosur 1999     | 10           | 7            | 0            | 3            | 13           | 10           | +3           | 70%          |
| San Lorenzo Argentina   | 1.ª                  | Clausura 2000          | 19           | 10           | 4            | 5            | 27           | 15           | +12          | 59.65%       |
| San Lorenzo Argentina   | 1.ª                  | Copa Libertadores 2000 | 6            | 2            | 2            | 2            | 10           | 9            | +1           | 44.44%       |
| San Lorenzo Argentina   | 1.ª                  | Apertura 2000          | 19           | 10           | 6            | 3            | 33           | 18           | +15          | 57.89%       |
| San Lorenzo Argentina   | 1.ª                  | Copa Mercosur 2000     | 6            | 1            | 0            | 5            | 8            | 15           | -7           | 16.67%       |
| San Lorenzo Argentina   | Total                | Total                  | 100          | 50           | 25           | 25           | 158          | 106          | +52          | 57.33%       |
| Chivas · México         | 1.ª                  | Verano 2001            | 7            | 4            | 2            | 1            | 13           | 5            | +8           | 66.67%       |
| Chivas · México         | 1.ª                  | Invierno 2001          | 20           | 6            | 9            | 5            | 21           | 23           | -2           | 40%          |
| Chivas · México         | 1.ª                  | Verano 2002            | 18           | 5            | 7            | 6            | 22           | 21           | +1           | 40.74%       |
| Chivas · México         | Total                | Total                  | 45           | 15           | 18           | 12           | 56           | 49           | +7           | 46.67%       |
| Tecos · México          | 1.ª                  | Verano 2001            | 5            | 0            | 0            | 5            | 5            | 12           | -7           | 0%           |
| Tecos · México          | Total                | Total                  | 5            | 0            | 0            | 5            | 5            | 12           | -7           | 0%           |
| Independiente Argentina | 1.ª                  | Clausura 2003          | 6            | 1            | 1            | 4            | 2            | 7            | -5           | 22.22%       |
| Independiente Argentina | 1.ª                  | Apertura 2003          | 8            | 3            | 4            | 1            | 10           | 6            | +4           | 54.17%       |
| Independiente Argentina | 1.ª                  | Copa Sudamericana 2003 | 4            | 1            | 1            | 2            | 3            | 9            | -6           | 33.33%       |
| Independiente Argentina | Total                | Total                  | 18           | 5            | 6            | 7            | 15           | 22           | -7           | 38.89%       |
| Elche · España          | 2.ª                  | 2003-04                | 21           | 8            | 3            | 10           | 26           | 33           | -7           | 40.91%       |
| Elche · España          | Total                | Total                  | 21           | 8            | 3            | 10           | 26           | 33           | -7           | 40.91%       |
| América · México        | 1.ª                  | Apertura 2004          | 6            | 2            | 1            | 3            | 6            | 7            | -1           | 38.89%       |
| América · México        | Total                | Total                  | 6            | 2            | 1            | 3            | 6            | 7            | -1           | 38.89%       |
| San Lorenzo Argentina   | 1.ª                  | Clausura 2006          | 15           | 6            | 6            | 3            | 11           | 10           | +1           | 53.33%       |
| San Lorenzo Argentina   | 1.ª                  | Apertura 2006          | 18           | 7            | 4            | 7            | 29           | 33           | -4           | 49.02%       |
| San Lorenzo Argentina   | 1.ª                  | Copa Sudamericana 2006 | 6            | 3            | 1            | 2            | 8            | 5            | +3           | 55.56%       |
| San Lorenzo Argentina   | Total                | Total                  | 39           | 16           | 11           | 12           | 48           | 48           | 0            | 50.43%       |
| San Lorenzo Argentina   | Total en San Lorenzo | Total en San Lorenzo   | 139          | 66           | 36           | 37           | 206          | 154          | +52          | 55.4%        |
| Total en su carrera     | Total en su carrera  | Total en su carrera    | 234          | 96           | 64           | 74           | 314          | 277          | +37          | 49.72%       |

#### Resumen
|                        | Partidos | Goles |
| ---------------------- | -------- | ----- |
| Liga                   | 525      | 42    |
| Copas nacionales       | 3        | 0     |
| Copas internacionales  | 35       | 6     |
| Selección de Argentina | 97       | 7     |
| Total                  | 662      | 55    |

### Como director técnico
| Equipo        | Año       | G  | E  | P  | T   |
| ------------- | --------- | -- | -- | -- | --- |
| San Lorenzo   | 1998-2001 | 43 | 22 | 19 | 84  |
| Guadalajara   | 2002      | 15 | 18 | 12 | 45  |
| Tecos         | 2003      | 0  | 0  | 5  | 5   |
| Independiente | 2003      | 5  | 6  | 6  | 17  |
| Elche         | 2003      | 7  | 3  | 9  | 19  |
| América       | 2004      | 2  | 1  | 3  | 6   |
| San Lorenzo   | 2006      | 14 | 10 | 10 | 34  |
| Totales       | 1998-2006 | 86 | 60 | 64 | 210 |

## Palmarés

### Títulos nacionales
| Título           | Equipo                 | País      | Año     |
| ---------------- | ---------------------- | --------- | ------- |
| Primera División | Boca Juniors           | Argentina | M-1981  |
| Primera División | River Plate            | Argentina | 1985-86 |
| Primera División | Real Madrid            | España    | 1989-90 |
| Primera División | San Lorenzo de Almagro | Argentina | C-1995  |

### Títulos internacionales
| Título                           | Equipo                 | Sede           | Año  |
| -------------------------------- | ---------------------- | -------------- | ---- |
| Copa Mundial de la FIFA          | Selección de Argentina | México         | 1986 |
| Copa Libertadores                | River Plate            | Buenos Aires   | 1986 |
| Copa Intercontinental            | River Plate            | Tokio          | 1986 |
| Copa Interamericana              | River Plate            | Buenos Aires   | 1987 |
| Copa América                     | Selección de Argentina | Chile          | 1991 |
| Copa FIFA Confederaciones        | Selección de Argentina | Arabia Saudita | 1992 |
| Copa de Campeones de la Concacaf | Club América           | Santa Ana      | 1992 |
| Copa América                     | Selección de Argentina | Ecuador        | 1993 |

### Distinciones individuales
| Distinción                                                | Año  |
| --------------------------------------------------------- | ---- |
| Equipo Ideal de América                                   | 1986 |
| Premio Don Balón - Mejor jugador extranjero de la La Liga | 1989 |
| Futbolista Argentino del Año                              | 1991 |
| Deportista Argentino del Año                              | 1991 |
| Futbolista Sudamericano del Año                           | 1991 |
| Equipo Ideal de América                                   | 1991 |
| Premio Konex - Diploma al Mérito                          | 2000 |
| Incluido en el Once Ideal histórico de la Copa América    | 2019 |

## Televisión

### Telefe
- El Equipo de Primera (1998)
- Francia 1998 (1998)

### América TV
- El Equipo de Primera (2001)
- Puro Fútbol (2003)
- El Show del Fútbol (2009-2015)

### Televisa
- Corea del Sur-Japón 2002 (2002)

### eltrece
- Showmatch (2016)
- Pasión por el fútbol (2017-2020)

### FOX Sports
- 90 Minutos de Fútbol (2017-2020)

### Televisión Pública
- La Tarde del Mundial (2018)
- La Noche del Mundial (2018)
- Copa Mundial de Fútbol (2018)
- La Noche de la Copa (2019)
- Copa América (2019)

### ESPN
- 90 Minutos de Fútbol (2020)
- ESPN FC (2020)
- ESPN F90 (2020-act.)
- ESPN Equipo F (2021-act.)